# 巴特布赖西希
巴特布赖西希（德語：Bad Breisig，發音：[baːt ˈbʁaɪzɪç] ⓘ）是德国莱茵兰-普法尔茨州阿尔韦勒县的城市，面积19.93平方千米，2023年12月31日人口为9,655人。